# Kanzel (Rockeskyll)

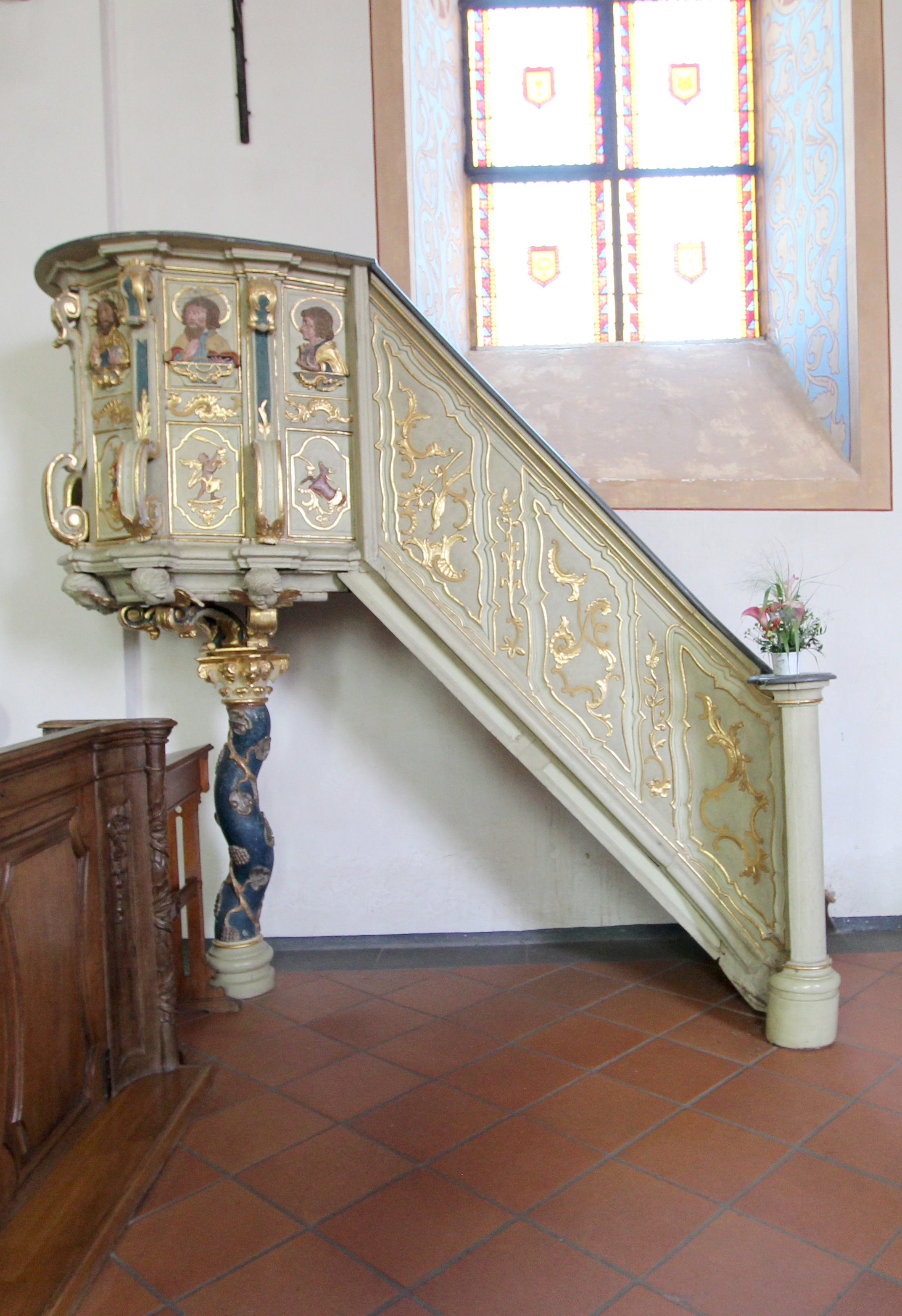
Kanzel in Rockeskyll

Die Kanzel in der katholischen Pfarrkirche St. Bartholomäus in Rockeskyll, einer Ortsgemeinde im Landkreis Vulkaneifel in Rheinland-Pfalz, wurde im 18. Jahrhundert geschaffen. Die Kanzel aus Holz steht auf einer gewundenen Säule.
Ernst Wackenroder schreibt im Jahr 1928: 

„Die Holzkanzel [....] zeigt zwischen Volutenstegen schmale geteilte Felder, darin oben halbfigürliche Reliefs der Evangelisten zwischen dem Bilde Christi auf der Mitte. In den unteren Füllungsfeldern deren Symbole und ein Relief der Immaculata. Die rhombischen Felder der Kanzeltreppe mit leichtem einfachen Rokokowerk, das auch an der Kanzel selbst neben den als Konsolen verwendeten Engelköpfen angebracht ist.“

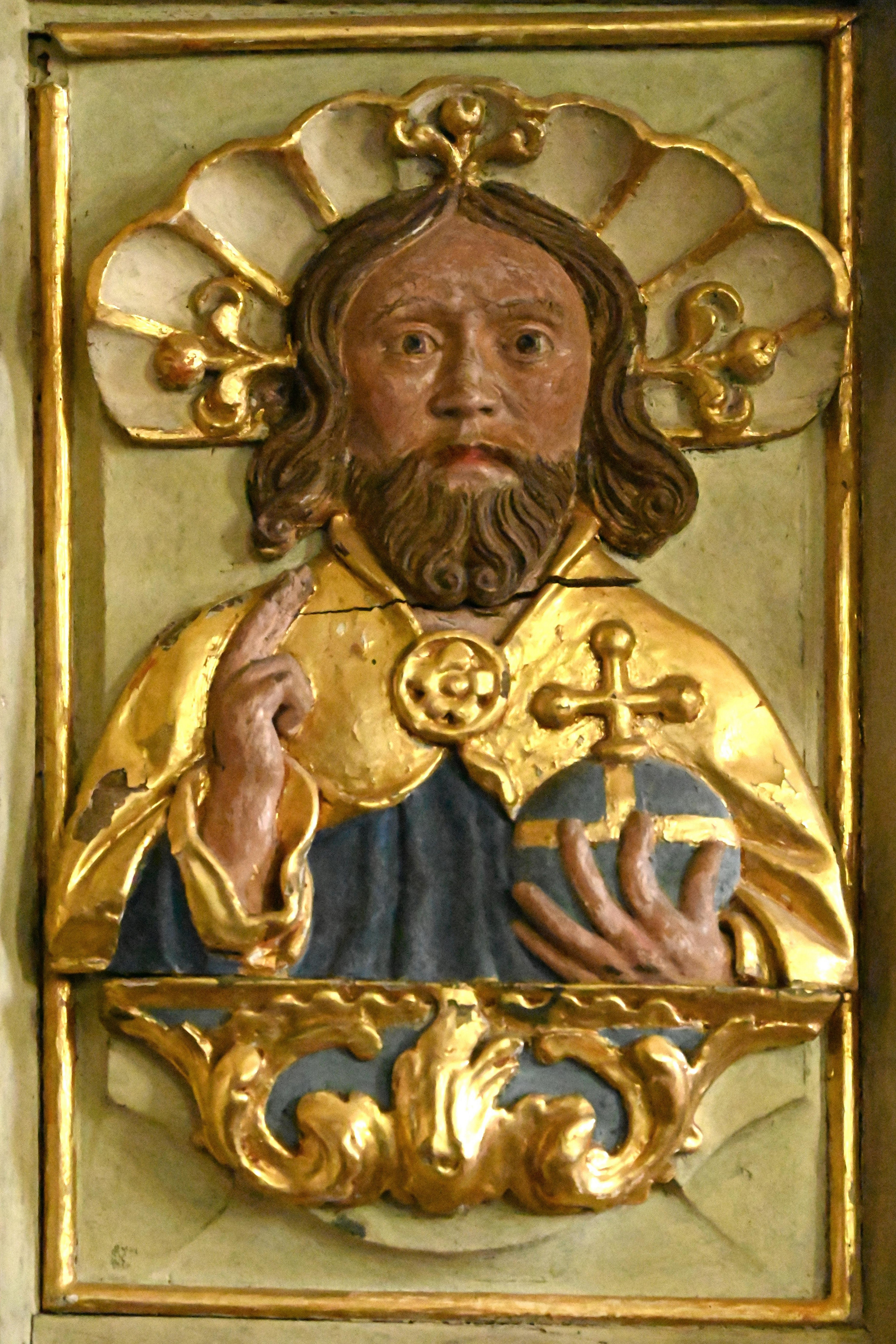
Gottvater
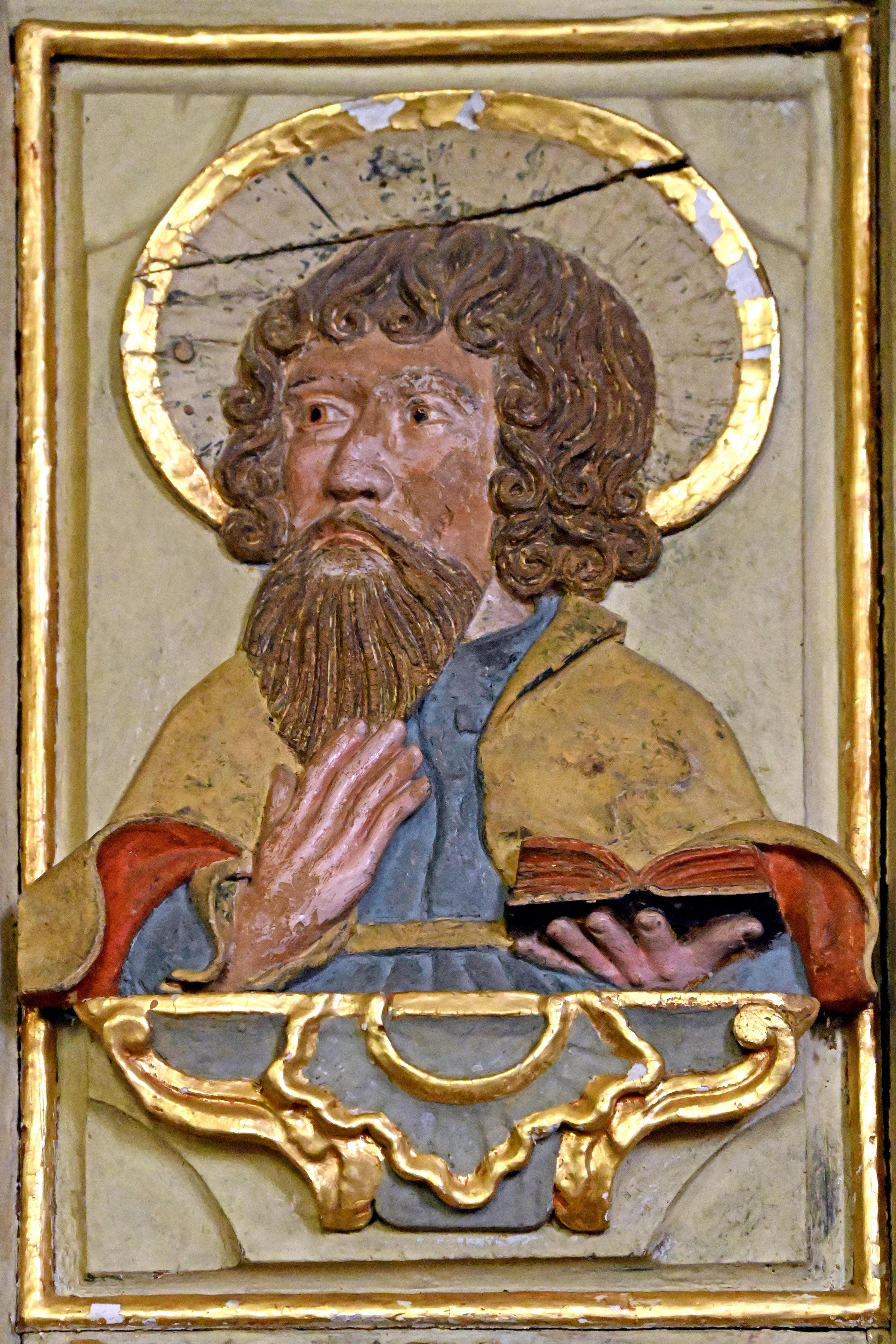
Evangelist Matthäus
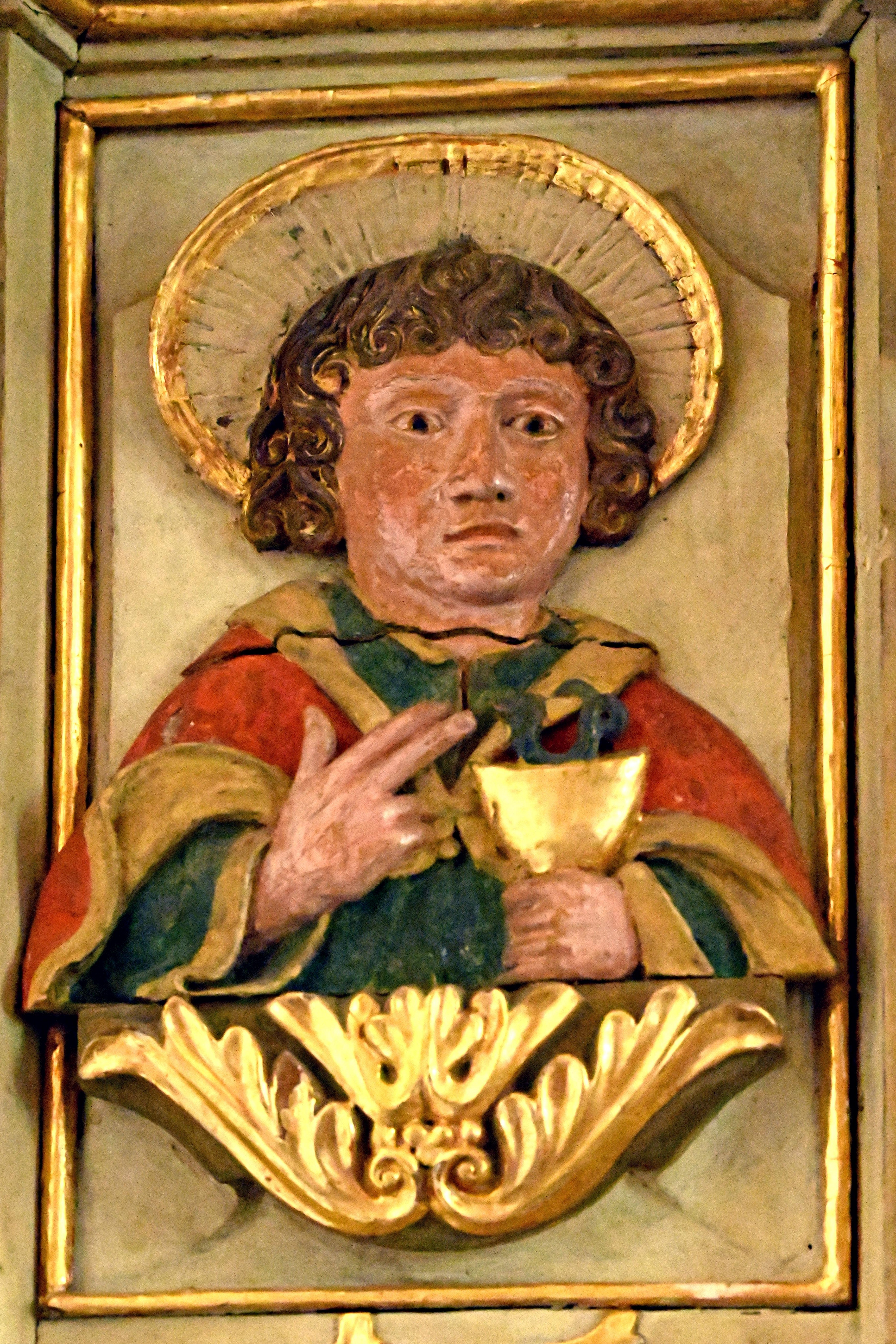
Evangelist Johannes
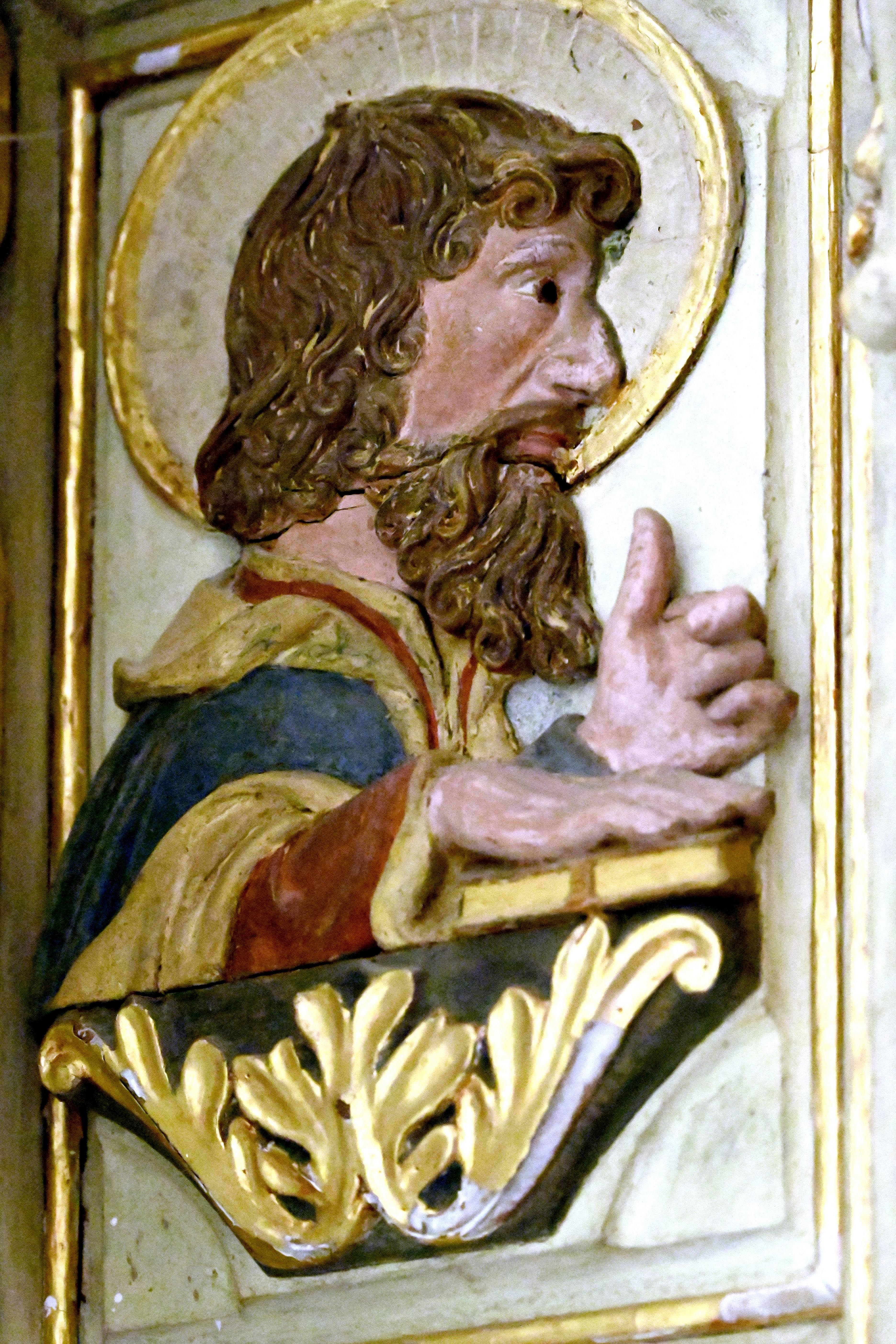
Evangelist Markus